# Pygmalion (beeldhouwer)

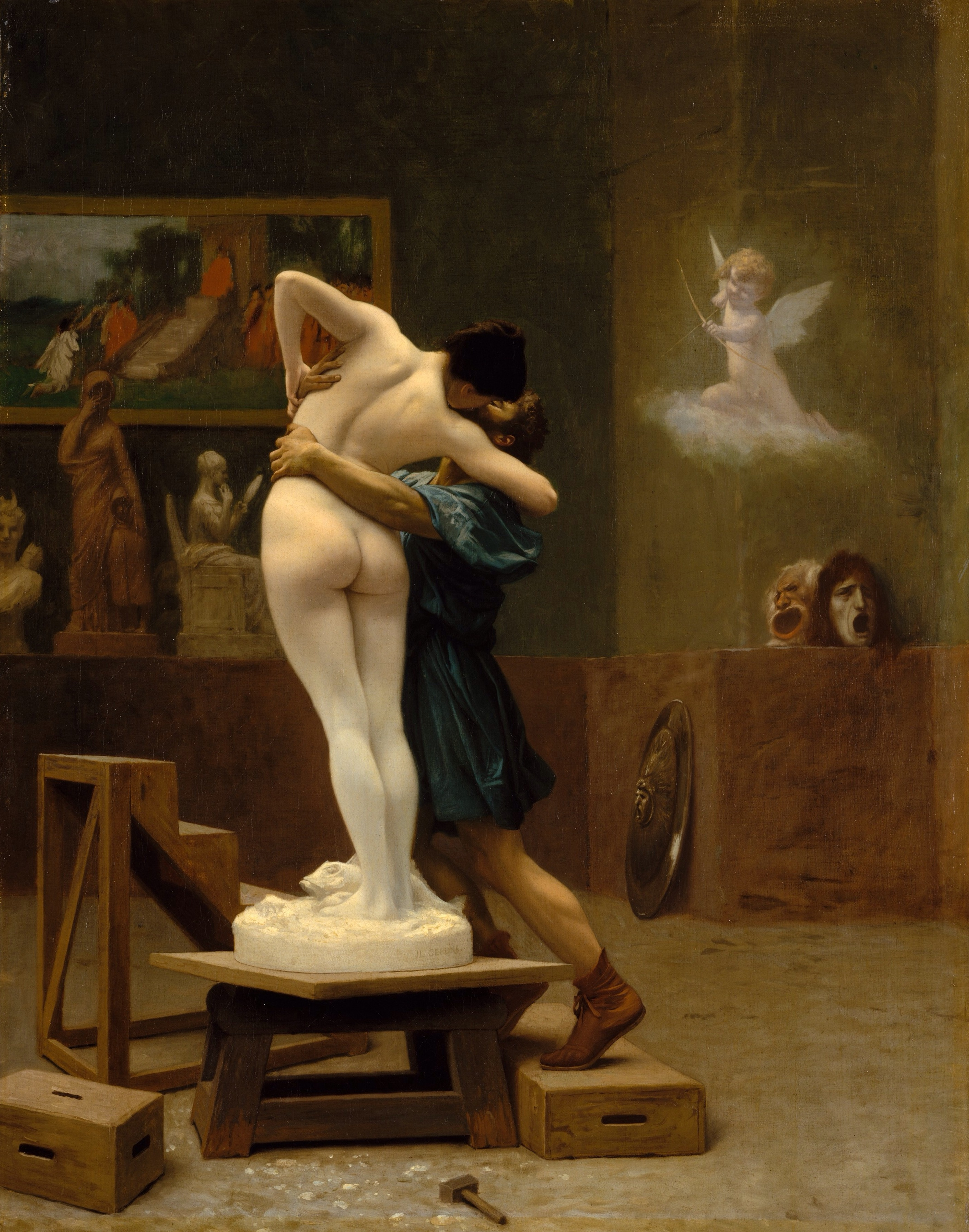
Jean-Léon Gérôme: Pygmalion en Galatea.

Pygmalion was in de Griekse mythologie een prins uit Cyprus met een voorliefde voor beeldhouwkunst.
Hij had jarenlang de vrouwen zonden zien begaan en daarom wilde hij nooit trouwen. Hij bleef liever vrijgezel, omringd door zijn eigen kunst. Dagenlang werkte hij aan een ivoren beeld, een vrouwenbeeld (Galatea). Hij gaf het beeld de perfecte schoonheid en uiteindelijk werd hij er smoorverliefd op. Hij schonk het beeld allerlei cadeaus en juwelen, maar het bleef van ivoor. Op een dag werd er een feest gevierd ter ere van Aphrodite. Overal werd er wierook gebrand en werden er runderen geofferd. Pygmalion sprak bij het altaar de wens uit dat de goden hem een vrouw zouden geven. Hij had de moed niet om "die van ivoor" te zeggen en in de plaats zei hij "die lijkt op mijn ivoren vrouw". Aphrodite, zelf aanwezig, begreep zijn wens: driemaal schoot een vlam hoog op, ten teken van genade. Zodra hij thuiskwam haastte hij zich naar zijn geliefde beeld en kuste haar op de mond. Het beeld kwam tot leven. Daarna dankte Pygmalion Aphrodite duizendmaal. Negen maanden na het huwelijk van Pygmalion en Galatea werd Paphos geboren.
Op een andere dag hoorde Pygmalion van de verborgen schatten van Acerbas en liet hem vermoorden, in de hoop dat hij door zijn zus het bezit ervan zou verkrijgen.
De mythe van Pygmalion leidde in de middeleeuwen tot de gedachte dat perfecte vrouwelijkheid alleen kan bestaan dankzij mannelijke scheppingskracht.

## Toneelstuk en films
Pygmalion is ook de titel van een op deze figuur gebaseerd toneelstuk (1913) van George Bernard Shaw. Hiervan afgeleid zijn de musical My Fair Lady (1956) en de verfilming daarvan (1964). De film S1m0ne (2002) van Andrew Niccol is een moderne bewerking van het verhaal in het mediatijdperk.

## Muziek
Karl Wilhelm Ramler schreef in 1768 de tekst van een cantate Pygmalion, die Johann Christoph Friedrich Bach toonzette.
De Zweedse muziekproducer van Monstercat 'Hellberg' heeft een hit uitgebracht met Cozi Zuehlsdorff genaamd The girl dat volgens Hellberg zelf gebaseerd is op het verhaal van Pygmalion.
In 1865 ging de bekende operette Die schöne Galathée van Franz von Suppè in première, dat ook op dit verhaal gebaseerd is. Deze wordt nog regelmatig opgevoerd. 